# Condor 55
Die Condor 55 ist eine kleine, trailerbare Segelyacht nach einem Entwurf des Bootskonstrukteurs Helmuth Stöberl.

## Geschichte
Der Kleinkreuzer wurde ab 1974 von der Bootswerft Klepper in Rosenheim hergestellt. Zwischenzeitlich (bis 2012) erfolgte ihr Bau durch die Albatros Werft in Rottweil, Zimmern. Ihr Konstrukteur Helmuth Stöberl entwarf eine Reihe weiterer bekannter Segelboote, darunter die Condor-Varianten 8, 9, 70 und 80, sowie Monas, Dyas und Trias.

## Versionen und Konstruktion
Die Condor 55 wird mit Hub- oder Schwenkkiel angeboten. Während bei der Hubkielvariante zum Heben und Senken des Kiels eine Kurbel am Mastfuß zu bedienen ist, kann der Schwenkkiel aus dem Cockpit bedient werden. Der Hubkielvariante wird das Potential zugeschrieben, höher am Wind segeln zu können.
Die Hubkieler wurden zunächst mit einem Ballastanteil von 200 kg gebaut. Nachdem in einem Test der Zeitschrift Yacht (Heft 19/1977) die Kentersicherheit bemängelt wurde, erfolgte eine Erhöhung des Kielgewichts um 78 kg. Ein anschließender Test (Yacht, Heft 5/1978) bestätigte, dass das Problem damit behoben worden war.

### Modifikationen während der Produktion
Folgende Modifikationen der Condor 55 während der Produktion sind bekannt:
- Die Luke zum Niedergang in die Kajüte wurde zunächst als Klappluk ausgeführt; dies ermöglicht, sie  parallel zum Kajütdach anzuheben. Später wurde diese um eine Arretierungsmöglichkeit erweitert. Aktuelle Modelle erhielten eine Schiebeluke.
- Das Steckschott besteht bei den ersten Modellen aus Holz, später wurde hierzu Plexiglas verwendet.
- Die Fußreling wurde ursprünglich aus Teakholz angefertigt. Bei neueren Modellen ist sie ein ausgeformter Teil des Decks.
- Die Kajüthöhe hat über Jahre hinweg 119/124 cm (Kajütboden bis Kajütdecke/Kajütboden bis Klappluke) betragen. Bei neuen Modellen wurde dieser Abstand erhöht.
- zu Zeiten der Produktion durch die Albatros Werft wurde auch die Rumpfform geändert. Er wurde vorne weniger voluminös, um das Feststampfen zu reduzieren.

## Einzelnachweis
1. ↑  lt. Stöberl Sailing, Mai 2007